# José Humberto Paparoni
José Humberto Paparoni (* 3. September 1920 in Santa Cruz de Mora; † 1. Oktober 1959) war ein venezolanischer römisch-katholischer Geistlicher und Bischof von Barcelona.

## Leben
José Humberto Paparoni empfing am 8. April 1944 in der Lateranbasilika in Rom durch den Vizegerenten des Bistums Rom, Luigi Traglia, das Sakrament der Priesterweihe für das Erzbistum Mérida.
Am 4. Oktober 1954 ernannte ihn Papst Paul VI. zum ersten Bischof von Barcelona. Der Apostolische Nuntius in Venezuela, Erzbischof Sergio Pignedoli, spendete ihm am 8. Dezember desselben Jahres in der Kathedrale San Cristóbal in Barcelona die Bischofsweihe; Mitkonsekratoren waren der Bischof von Ciudad Bolívar, Juan José Bernal Ortiz, und der Bischof von Cumaná, Crisanto Darío Mata Cova.